# Daiki Hashioka
Daiki Hashioka (jap. 橋岡 大樹, Hashioka Daiki; * 17. Mai 1999 in Saitama) ist ein japanischer Fußballspieler.

## Karriere

### Verein
Daiki Hashioka erlernte das Fußballspielen in den Jugendmannschaften von Urawa Okubo SSC und den Urawa Red Diamonds. Seinen ersten Profivertrag unterschrieb er 2018 bei den Urawa Red Diamonds. Der Verein aus Urawa-ku, einem Stadtbezirk der Millionenstadt Saitama, spielte in der höchsten Liga des Landes, der J1 League. 2018 gewann er mit dem Club den Kaiserpokal. Im Finale besiegte man Vegalta Sendai mit 1:0. 2019 stand er mit Urawa im Finale der AFC Champions League. Hier verlor der Club mit 0:1 gegen al-Hilal.
Im Januar 2021 wurde er für sechs Monate an den belgischen Erstligisten VV St. Truiden verliehen. Im Rest der Saison 2020/21 bestritt Hashioka 6 von 10 möglichen Ligaspielen für St. Truiden. Ende 2021 wurde sein endgültiger Wechsel zu St. Truiden vereinbart. In der Saison 2021/22 waren es 30 von 34 möglichen Ligaspielen sowie ein Pokalspiel.
Im Januar 2024 wechselte Hashioka zu Luton Town.

### Nationalmannschaft
Daiki Hashioka spielte 2019 zweimal für die japanische A-Nationalmannschaft. Sein Länderspieldebüt gab er bei der Ostasienmeisterschaft am 10. Dezember 2019 im Spiel gegen China im Busan-Gudeok-Stadion in Busan. Mit seinem Team belegte er den zweiten Platz hinter Südkorea.

## Erfolge

### Verein
Urawa Red Diamonds
- Japanischer Pokalsieger: 2018
- AFC-Champions-League-Finalist: 2019

### Nationalmannschaft
- Fußball-Ostasienmeisterschaft: 2. Platz: 2019